# John Ventimiglia
John Ventimiglia (Ridgewood, Queens, New York City, 17. srpnja 1963.) američki je filmski i televizijski glumac. Najpoznatiji je po ulozi Artieja Bucca iz televizijske serije Obitelj Soprano.

## Vanjske poveznice
- John Ventimiglia u internetskoj bazi filmova IMDb-u (engl.)